# Departamento General Juan Facundo Quiroga
General Juan Facundo Quiroga es un departamento ubicado en la provincia de La Rioja (Argentina).

## Historia
Según algunos historiadores, el actual departamento General Juan Facundo Quiroga, formando parte de una región más amplia llamada "Los Llanos", estuvo habitado en tiempos prehispánicos por grupos o comunidades de distintos orígenes. El grupo originario fueron los olongastas, aunque en la zona habitaron también diaguitas, capayanes, huarpes y comechingones. Los restos arqueológicos hallados y la toponimia parece confirmar la idea de un poblamiento multiétnico en la zona.
Ya en tiempos coloniales, la región atravesó por distintas etapas en relación con su poblamiento, producto de los sistemas de repartimientos y encomiendas de la época y del hecho de la cercanía a las zonas colonizadas de Córdoba y San Juan, cuyos encomenderos buscaban suplir sus necesidades de mano de obra.
Llegada la etapa de las guerras civiles argentinas, la región de Los Llanos fue el escenario de diversos enfrentamientos y la base de sustentación de las montoneras que acompañaron a Juan Facundo Quiroga, líder del que toma su nombre el departamento y a Ángel Vicente Peñaloza, su lugarteniente, nacido en Malanzán

## Toponimia
Se llamó Rivadavia hasta 1948, año en el que fue cambiado por el de Juan Facundo Quiroga.

## Geografía

### Población
Para el censo 2022 el departamento registró 4017 habitantes. Esto representó un a baja en la cantidad de personas del -2,2%.Estos datos situaron al departamento como el que más decreció en la provincia.
La evolución de la población del departamento General Juan Facundo Quiroga muestra leves variaciones a lo largo de las décadas.
| Gráfica de evolución demográfica de Departamento General Juan Facundo Quiroga entre 1960 y 2022 |
|                                                                                                 |
| Fuente: Censos Nacionales de Población, Hogares y Viviendas.                                    |

Un elemento significativo resulta el crecimiento de las últimas décadas de la población en la localidad cabecera del departamento.
|                                                     | 1960 | 1970 | 1980  | 1991  | 2001  | 2010  | 2022 |
| --------------------------------------------------- | ---- | ---- | ----- | ----- | ----- | ----- | ---- |
| Total del Departamento                              | 3517 | 3649 | 3486  | 3738  | 4546  | 4108  | 4017 |
| Malanzán (Cabecera)                                 | 254  | 253  | 506   | 747   | 1220  | 1335  |      |
| Índice de población en la localidad cabecera (en %) | 7.22 | 6.93 | 14.51 | 19.98 | 26.83 | 32.49 |      |

### Superficie y límites
El departamento tiene 2585 km² y limita al norte con los departamentos de Independencia y General Ángel Vicente Peñaloza, al este con los departamentos de General Belgrano y General Ocampo, al sur con el departamento Rosario Vera Peñaloza y al oeste con la provincia de San Juan.

### Clima
-

### Localidades y parajes

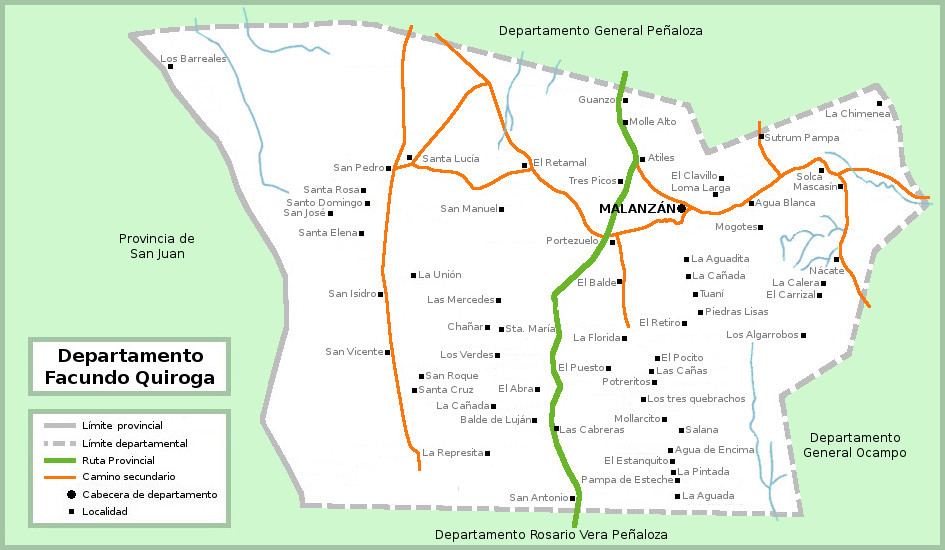
Localidades y parajes del Departamento Facundo Quiroga.

La localidad de Malanzán concentra más del 30% de la población del departamento. El resto de la población se distribuye en pequeñas localidades y caseríos de pocas o aún una sola familia. Algunos de ellos son:
- Portezuelo
- Malanzán
- Nácate
- San Antonio
- La Chimenea
- Solca
- El Retamal
- Puluchán
- Atiles
- Loma Larga
- Mascasín
- Tres Cruces
- Salana
- Tuaní
- Huaja

### Sismicidad
La sismicidad de la región de La Rioja es frecuente y de intensidad baja, y un silencio sísmico de terremotos medios a graves cada 30 años en áreas aleatorias. Sus últimas expresiones se produjeron:
- 12 de abril de 1899 (125 años), a las 16.10 UTC-3 con 6,4 Richter; como en toda localidad sísmica, aún con un silencio sísmico corto, se olvida la historia de otros movimientos sísmicos regionales (terremoto de La Rioja de 1899)
- 24 de octubre de 1957 (67 años), a las 22.07 UTC-3 con 6,0 Richter (terremoto de Villa Castelli de 1957): además de la gravedad física del fenómeno se unió el olvido de la población a estos eventos recurrentes
- 28 de mayo de 2002 (22 años), a las 0.03 UTC-3, con 6,0 escala Richter (terremoto de La Rioja de 2002)[6]

## Sitios de interés turístico
El departamento General Juan Facundo Quiroga posee algunos puntos de interés turístico, si bien a fines del año 2015 el desarrollo de servicios vinculados a esta actividad era mínimo.
Se han diseñado algunos circuitos de interés cultural, recreativo o paisajístico.
- Ruta de Los Caudillos y Casas Históricas: El circuito se extiende además por los departamentos de Chamical, General Ángel Vicente Peñaloza, General Ocampo, General San Martín y Rosario Vera Peñaloza.

- Reserva Guasamayo: Observación de flora, fauna, geoformas y vestigios de cultura precolombina.

- Atractivos naturales y de aventura: Entre otros, cerro "El Elefante", quebrada de "Los Toboganes", sierra de "El Durazno" y quebrada de "Las Talas".

- Circuito religioso: La iglesia de Malanzán y otras varias iglesias y capillas ubicadas en distintas localidades o parajes.

## Actividades económicas
La actividad económica principal del departamento es la cría de ganado bovino y caprino, con el desarrollo paralelo de cultivo de forrajeras.
| Año  | Bovinos | Caprinos | Ovinos | Porcinos | Cereales (ha.) | Forrajeras anuales (ha.) | Forrajeras peremnes (ha.) | Hortalizas (ha.) | Frutales (ha.) | Otros (ha.) | Total ha. implantadas |
| ---- | ------- | -------- | ------ | -------- | -------------- | ------------------------ | ------------------------- | ---------------- | -------------- | ----------- | --------------------- |
| 2002 | 24234   | 17760    | 1089   | 110      | 34.3           | 14.7                     | 647.6                     | 13.7             | 24.6           | 1.5         | 736.7                 |
| 2008 | 15689   | 20832    | 1219   | 111      | 56.30          | 7.70                     | 140.70                    | 11.30*           | 28.30**        | 9.80        | 254.10                |

* Suma de superficie destinada a ajo, cebolla y zapallo

** Suma de superficie destinada a nogales, duraznos, membrillos, vides e higueras